# Albert Roca
Ne doit pas être confondu avec Albert Rocas.
Albert Roca Pujol, né le 20 octobre 1962 à Granollers (province de Barcelone, Espagne), est un footballeur espagnol. Il s'est reconverti comme entraîneur.

## Biographie

### Carrière de joueur
Au cours de sa carrière de joueur, il dispute 31 matchs en première division, avec un but inscrit, et 75 matchs en deuxième division, pour 3 buts inscrits.

### Carrière d'entraîneur
Albert Roca est préparateur physique du FC Barcelone de 2003 à 2008 sous les ordres de l'entraîneur Frank Rijkaard. Il accompagne Rijkaard au Galatasaray lors de la saison 2009-2010, puis avec l'équipe d'Arabie saoudite de 2011 à 2013.
Il dirige les joueurs salvadoriens lors de la Gold Cup 2015. Il démissionne de son poste de sélectionneur quelques jours après l'élimination du Salvador, décision motivée "par des raisons personnelles, qui n'ont rien à voir avec la performance de l'équipe".
Le 29 août 2020, Albert Roca reprend le poste de préparateur physique du FC Barcelone entraîné par Ronald Koeman. Il quitte cette fonction en octobre 2021.